# Корал Вијехо (Порторико)
Корал Вијехо (шп. Corral Viejo) град је у америчкој острвској територији Порторико, острвској држави Кариба.

## Демографија
По попису из 2010. године број становника је 260.
| Група             | 2000.    | 2010.        |
| Белци             | 0 (0,0%) | 0 (0,0%)     |
| Афроамериканци    | 0 (0,0%) | 5 (1,9%)     |
| Азијати           | 0 (0,0%) | 1 (0,4%)     |
| Хиспаноамериканци | 0 (0,0%) | 260 (100,0%) |
| Укупно            | 0        | 260          |